# Neidhardtsthal
Neidhardtsthal ist ein Ortsteil der Stadt Eibenstock im Erzgebirgskreis.

## Geographie

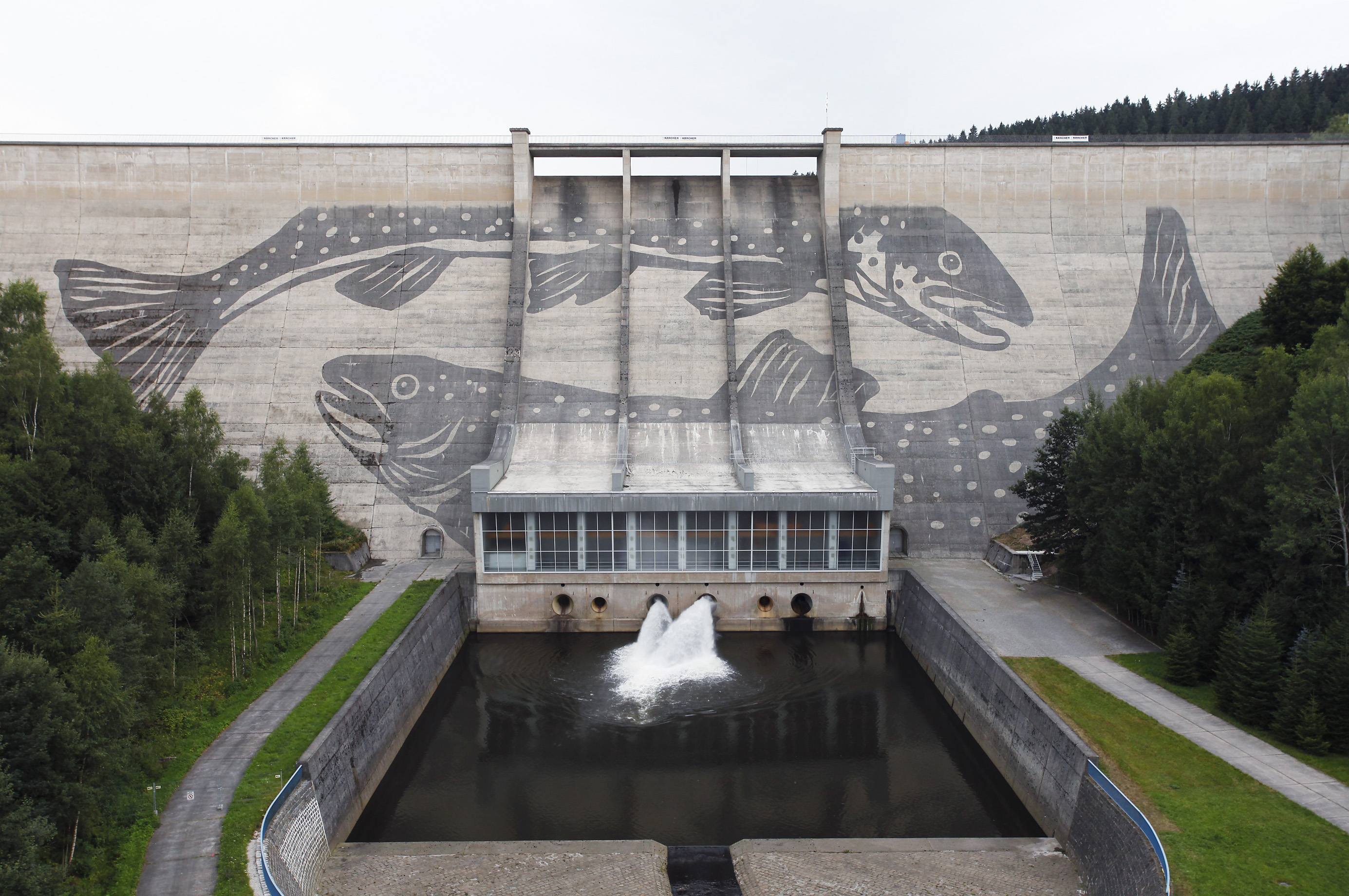
Staumauer der Talsperre Eibenstock in Neidhardtsthal

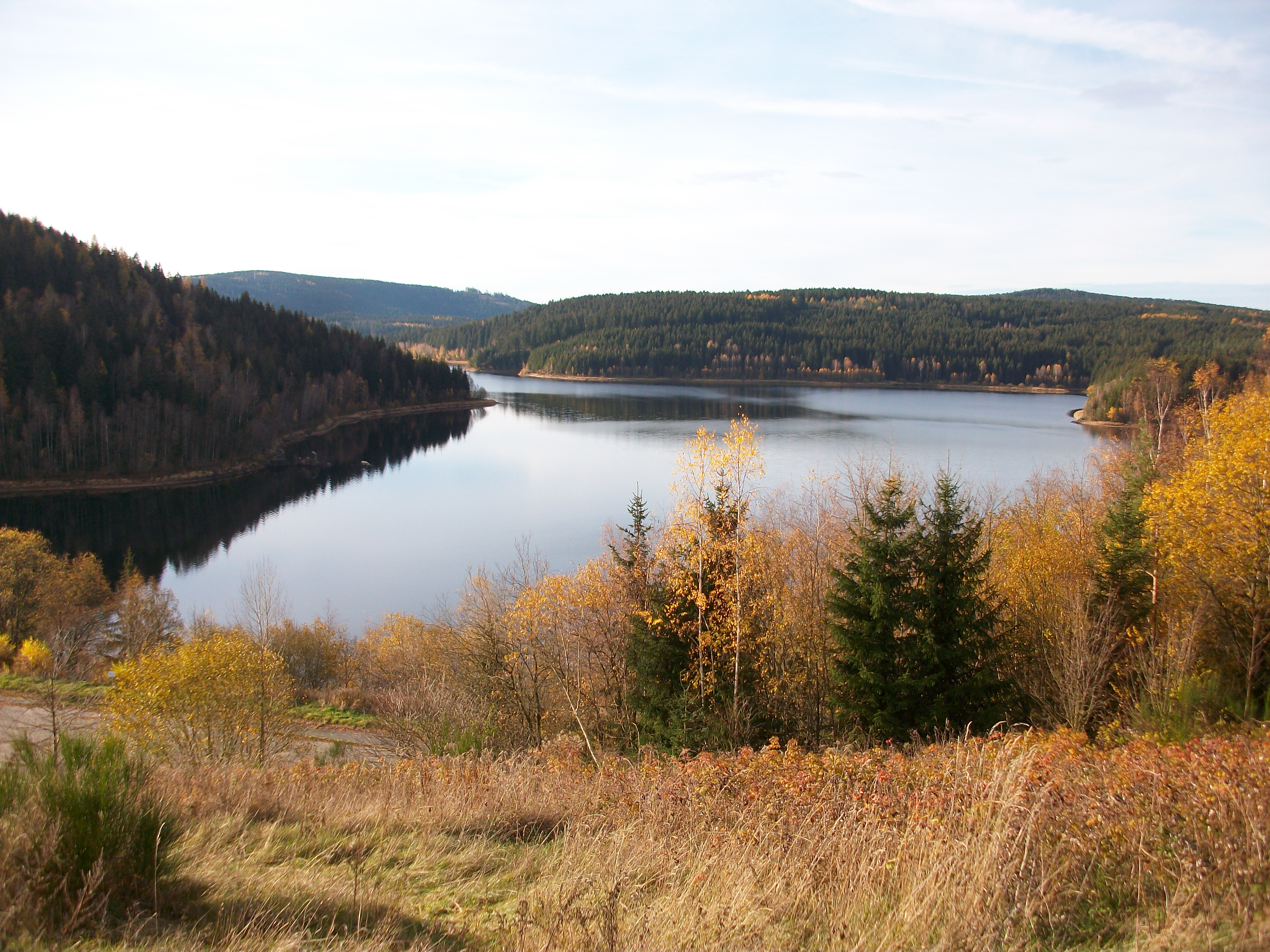
Ausblick vom Talsperrenblick Neidhardtsthal

### Geographische Lage
Neidhardtsthal liegt im westlichen Erzgebirge im Tal der Zwickauer Mulde in einer Höhenlage von 500 m NN an der Straße zwischen Hundshübel und Wolfsgrün unmittelbar unterhalb der Staumauer der Talsperre Eibenstock. Die Ortschaft liegt nach der Naturraumkarte von Sachsen in der Mesogeochore „Eibenstocker Bergrücken“ und gehört zur Mikrogeochore „Blauenthaler Mulde-Tal“.

### Nachbarorte
| Hundshübel | Burkhardtsgrün                              | Albernau  |
|            | Kompassrose, die auf Nachbargemeinden zeigt | Wolfsgrün |
|            | Eibenstock                                  | Sosa      |

Zwischen Neidhardtsthal und Hundshübel hat die Staumeisterei der Talsperre Eibenstock ihren Sitz.

## Geschichte
Neidhardtsthal ist aus einem seit 1566 nachweisbaren Hammerwerk hervorgegangen, das auch als Schwefelhütte bezeichnet wurde, weil beim Röstprozess pyritreicher Erze Schwefeldioxid anfiel und daraus an Ort und Stelle Schwefelsäure hergestellt wurde.
August Schumann nennt 1819 im Staatslexikon für den Eisenhammer Neidhardtsthal u. a.:
Es besteht aus 1 Hohofen, 2 Stabfeuern, 2 Blechfeuern, 1 Zinnhause und 1 Zainhammer, mit 20 Häusern und 140 Einwohnern.
Auf diesem Werke wurde schon seit dem Jahre 1766 Stahl gemacht.
Ein noch 1846 bestehendes Bergwerk trug den Namen Bornkinnel-Maaßen-Zeche.
Mitte des 19. Jahrhunderts gab es in Neidhardtsthal eine zu Hundshübel gehörende Nebenschule. Die „Seelenzahl“ des Schulbezirks betrug 376.
Die selbständige Gemeinde Neidhardtsthal hatte zur Volkszählung von 1939 72 Einwohner. Sie wurde am 1. Oktober 1939 aufgelöst und größtenteils zur Gemeinde Blauenthal zugeschlagen, nur ein kleiner Teil kam nach Hundshübel.
Bis zum Bau der Talsperre Eibenstock hatte Neidhardtsthal Eisenbahnanschluss über den nahgelegenen Bahnhof Wolfsgrün an die Bahnstrecke Chemnitz–Aue–Adorf. Die letzte Fahrt fand im Oktober 1975 statt.
Zu DDR-Zeiten gab es in Neidhardtsthal ein LPG-Ferienheim und das Betriebsferienheim des VEB (K) Wasserwirtschaft der Stadt Dresden.
Als Ortsteil der Gemeinde Blauenthal wurde Neidhardtsthal am 1. Januar 1994 in die Stadt Eibenstock eingemeindet.

### Entwicklung der Einwohnerzahl
| - 1791: 10 Häusler - 1834: 246 - 1871: 141 - 1890: 154 | - 1910: 123 - 1925: 108 - 1939: 072 |

### Ortslogo
Seit 2012 haben die Eibenstocker Ortsteile Blauenthal, Wolfsgrün und Neidhardtsthal ein gemeinsames Ortslogo. Die Elemente Wasser, Hammerwerke, Wasserkraft und Bergbau spiegeln die historischen und gegenwärtigen Begebenheiten der Orte wider.
Das Logo ist zweigeteilt. Der obere Teil ist in grün gehalten. Drei schwarze Hämmer auf der rechten Seite symbolisieren die Hammerherrenhäuser der drei Ortsteile. Das Wasserrad auf der linken Seite symbolisiert die Wasserkraft, welche z. B. an der Staumauer der Talsperre Eibenstock in Neidhardtsthal heute noch genutzt wird. Das untere blaue Feld ist wellenförmig vom oberen Feld abgetrennt. Dies steht symbolisch für die Zwickauer Mulde, welche durch alle drei Ortsteile fließt. In dem blauen Feld befinden sich Schlägel und Eisen, symbolisch für den Bergbau in der Region.

## Verkehr

### Autoverkehr
Neidhardtsthal ist über eine Straße zu erreichen, die die Bundesstraßen 169 (Schneeberg – Plauen) und 283 (Aue – Klingenthal – Markneukirchen) miteinander verbindet (Abzweig in Wolfsgrün oder in Hundshübel).

### Wanderwege
Durch und an Neidhardtsthal vorbei führen
- Fernwanderweg Eisenach-Budapest (von Hundshübel und weiter zum Filzteich und nach Schneeberg)
- Fernwanderweg Erzgebirge – Vogtland (auf gleicher Wegführung)
- Weitwanderweg Talweg der Zwickauer Mulde (von Eibenstock und weiter nach Albernau und Aue)
- Drei-Talsperren-Wanderweg (Carlsfelder Talsperre – Eibenstock – Wolfsgrün – Blauenthal – Sosa – Talsperre Sosa).[10]

## Bilder

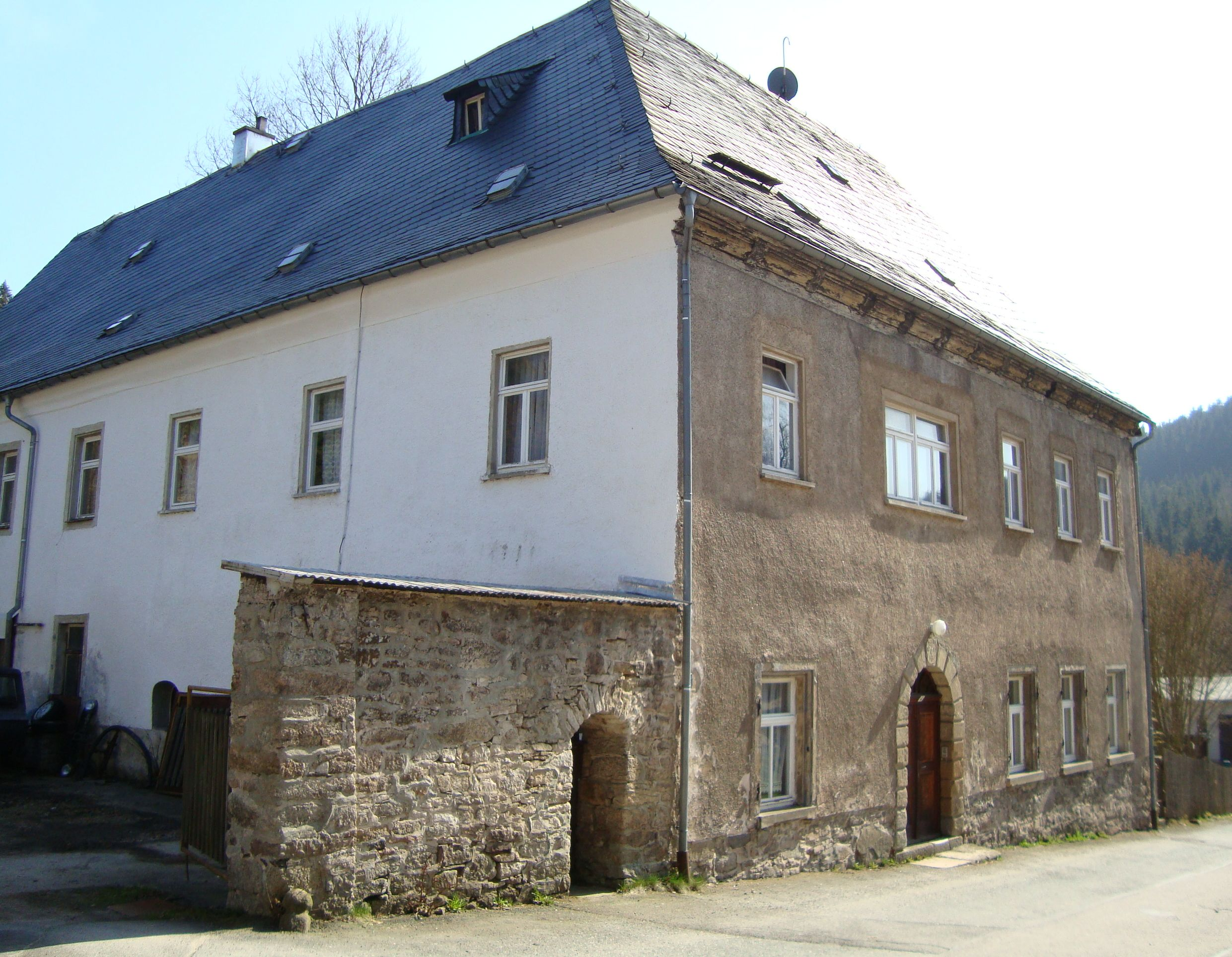
Hammerherrenhaus Neidhardtsthal
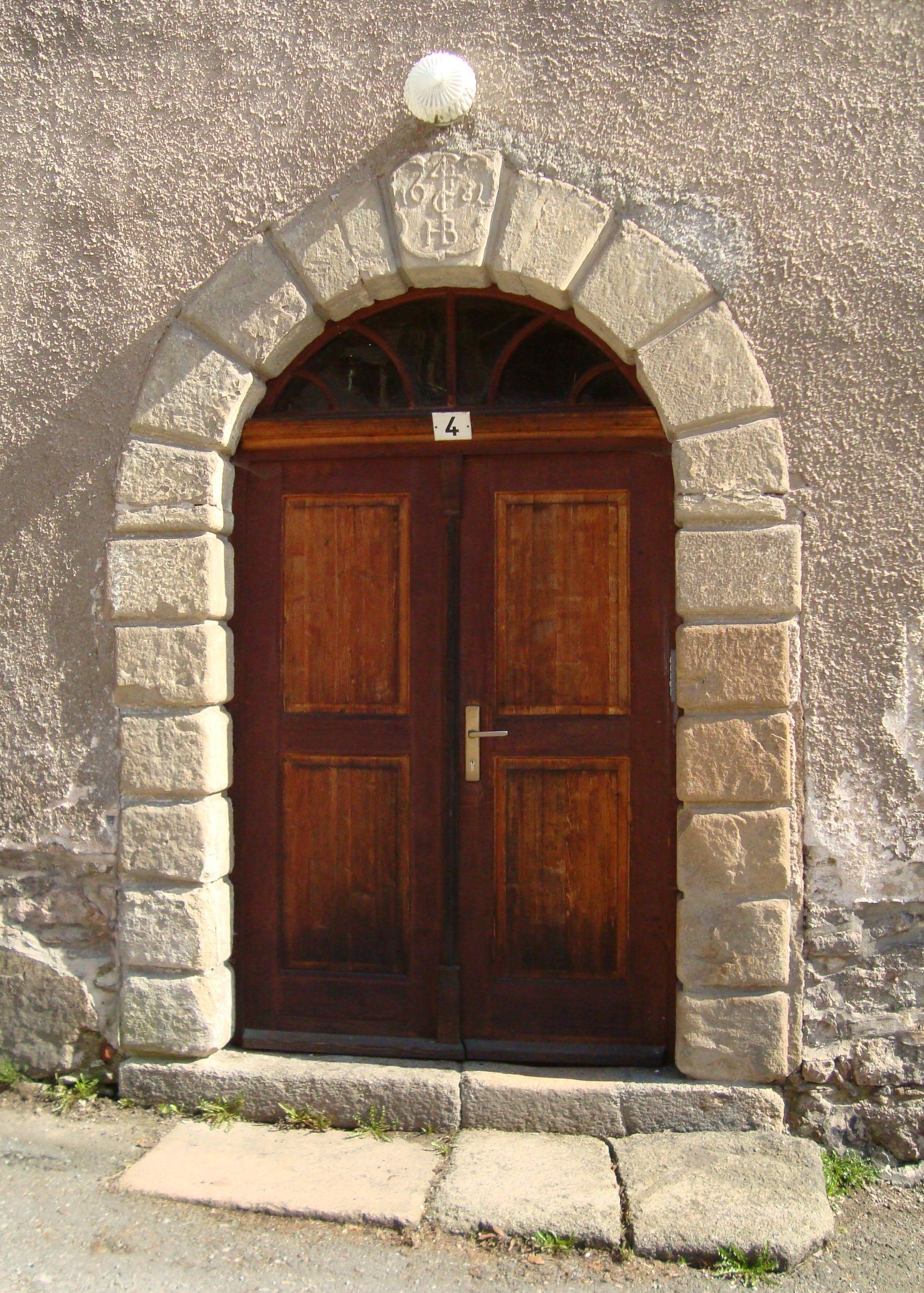
Portal am Hammerherrenhaus
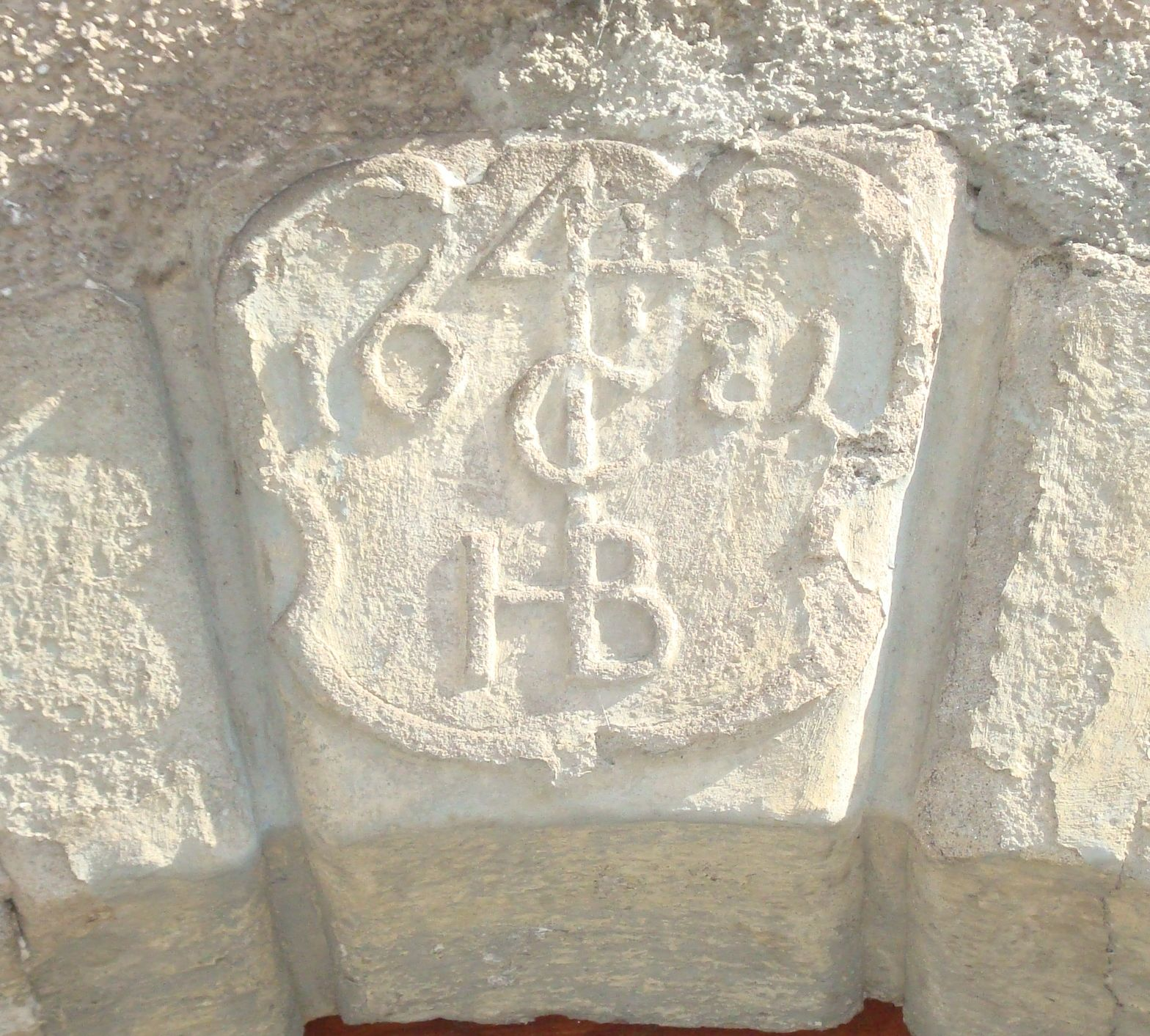
Schlussstein des Portals
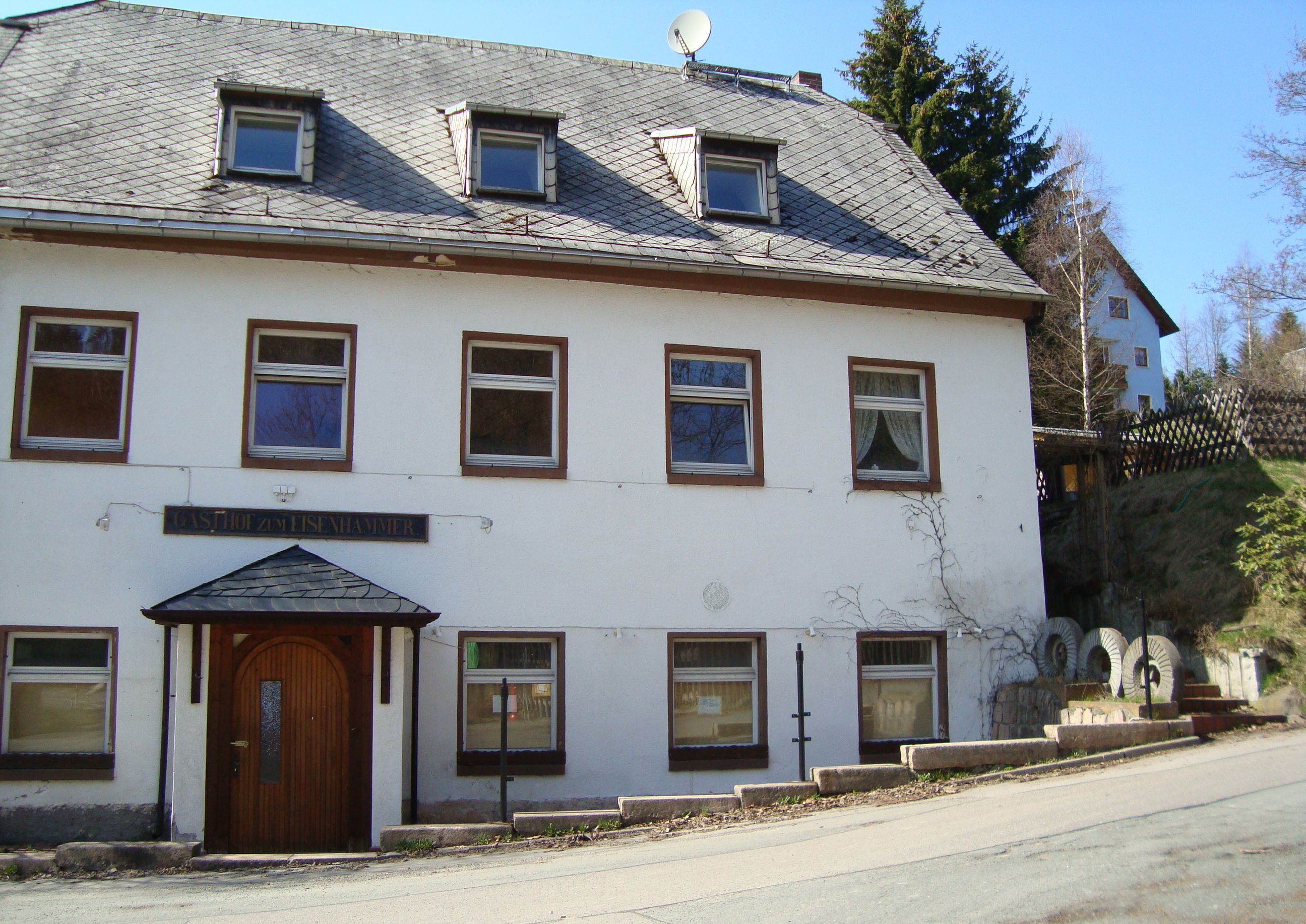
Ehemaliger Gasthof zum Eisenhammer (2012 abgerissen)

## Persönlichkeiten
- Christian Gottlieb Gottschald (1717–1786), frühneuzeitlicher Unternehmer